# Вейн, Ян
Ян Вейн (нидерл. Jan Wijn; 19 мая 1934, Амстердам — 12 июля 2022, Амерсфорт) — нидерландский пианист и музыкальный педагог.
Окончил Амстердамскую консерваторию (1955) у Корнелиуса Беркхоута, занимался также под руководством Белы Шики и Алисии де Ларроха. В 1960 г. был удостоен первой премии на международном конкурсе пианистов в испанском городе Оренсе. В 1975—1996 гг. по медицинским причинам был вынужден ограничить свой репертуар сочинениями для левой руки, затем смог вернуться к более широкому репертуару. Записал фортепианные концерты Моцарта, Бетховена, Сен-Санса, Рахманинова, Равеля, сочинения Шопена, Листа, Брамса, Дебюсси и др.
В 1962—1969 гг. преподавал в Брабантской консерватории, с 1969 г. — в Амстердамской. Среди учеников Вейна — Ханс Эйсакерс, Йорам Иш-Хурвиц, Бас Верхейден, Иво Янссен, Виби Сурьяди и другие известные нидерландские пианисты.
Скончался 12 июля 2022 года.